# 서울 약사사 석불입상
서울 약사사 석불입상(서울 藥師寺 石佛立像)은 서울특별시 강서구 개화동 약사사에 있는, 조선시대에 만들어진 석불 입상이다. 약사사는 개화산 중턱에 자리잡고 있으며, 석불은 이 절 대웅전 안에 있다. 1980년 6월 11일 서울특별시의 유형문화재 제40호 약사사 석불(藥師寺 石佛)로 지정되었다가, 2009년 6월 4일 약사사 석불입상(藥師寺 石佛立像)으로 문화재 지정명칭이 변경되었다.

## 개요
머리에 돌로 된 둥근 갓을 쓰고 있다. 얼굴은 넓적하고 눈이 두툼하다. 목이 거의 없고, 어깨는 사각형 모양으로 움추리고 있는 듯하여 경직된 모습이다. 두 손은 가슴에 붙여 연꽃 가지를 잡고 있다. 몸에는 간략하게 몇 가닥 선으로 옷주름을 표현하였으며, 입체감은 없다. 갓 밑에 남아있는 글에 따라 만들어진 시기는 조선 초기로 추정되며, 이런 유형의 불상을 이해하는 데 하나의 기준이 되고 있다.
본래 개화사였던 이 절이 약사암으로 불리기 시작한 것은 조선 순조 때부터이며 약사불을 모셨기 때문이라고 전하나 이 불상을 약사불로 보기는 어렵다. 불상의 모양새를 미루어 관음보살상이라 생각되는데, 예부터 돌부처를 흔히 미륵이라 통칭하던 관습상 미륵불로 보기도 한다. 본래 이 석불은 현재 위치의 바로 옆 목조건물 안에 있었으며, 하반신이 땅속에 묻힌 채 있다가 1974년 그 건물을 철거하면서 지금의 대웅전 자리에 기단석을 새로이 만들어 봉안했다.